# Крест Спасения погибающих
Крест Спасения погибающих (лит. Žūvančiųjų gelbėjimo kryžius, первоначально — Žūstančių gelbėjimo kryžius) — государственная награда Литовской Республики.
Был учреждён в 1930 году для награждения отличившихся при спасении гибнущих людей.

## История
Крест был учреждён в 1930 году и предназначался для награждения отличившихся при спасении гибнущих людей. Чаще всего им награждали за спасение утопающих, так как за отвагу на пожаре в Литве уже существовала особая награда. Известный литовский фалерист Альги́мантас А́стикас в своей книге упоминает о 46 награждениях крестом Спасения погибающих в период между 1930—1940 годами. Кресты изготавлялись во Франции парижской фирмой «A. Bertrand».
После аннексии Литовской Республики и включения Литвы в состав СССР, все литовские награды были упразднены, но были восстановлены в прежнем виде после распада СССР и восстановления независимости Литовской Республики. В 1990—2021 годах были награждены 1875 человек (в том числе 1847 граждан Литвы). После восстановления крест часто выдавался за спасение евреев во время нацистской оккупации (более 300 человек).

## Положение о награде
38 статья. Награждение крестом Спасения погибающих
1. Крестом спасения погибающих награждаются лица, которые, невзирая на опасность для собственной жизни, спасали погибающих людей.
2. Крестом спасения погибающих тот же человек может быть награждён несколько раз. Каждое новое награждение обозначается золотой звёздочкой, которая крепится к ленте.

Оригинальный текст (лит.)38 straipsnis. Apdovanojimas Žūvančiųjų gelbėjimo kryžiumi
1. Žūvančiųjų gelbėjimo kryžiumi apdovanojami asmenys, kurie, nepaisydami gresiančio pavojaus savo gyvybei, gelbėjo žūvančius žmones.
2. Žūvančiųjų gelbėjimo kryžiumi tas pats asmuo gali būti apdovanotas kelis kartus. Kiekvienas naujas apdovanojimas pažymimas aukso žvaigždute, kuri prisegama prie kaspinėlio.

## Описание
39 статья. Структура креста Спасения погибающих
Крест Спасения погибающих состоит из:
1. крест — золотой, покрыт красной эмалью, величиной 36 мм. На лицевой стороне креста, в середине, изображён белый голубь, несущий лавровую ветвь; под ним — золотые буквы «SOS». На оборотной стороне, в центре — стилизованный всадник; вокруг него, на чёрном кольце — надпись «Спасителю погибающих» (лит. «Žūvančiųjų gelbėtojui»).
2. лента — муаровая, тёмно-красного цвета, шириной 32 мм, с двумя широкими и двумя узкими белыми полосками по краям.

Оригинальный текст (лит.)39 straipsnis. Žūvančiųjų gelbėjimo kryžiaus struktūra

Žūvančiųjų gelbėjimo kryžių sudaro:
1. kryžius – aukso, dengtas raudonu emaliu, 36 mm dydžio. Priekinėje pusėje, kryžiaus viduryje – laurų šakelę nešantis baltas balandis, po juo – aukso raidės „SOS“. Kitoje pusėje, centre – stilizuotas raitelis, aplink jį, juodame žiede – įrašas „Žūvančiųjų gelbėtojui“;
2. kaspinėlis – tamsiai raudono muaro, 32 mm pločio, su dviem plačiomis ir dviem siauromis baltomis juostelėmis kraštuose.

| Лицевая сторона        | Повторное награждение                                                          | Оборотная сторона       |
| ---------------------- | ------------------------------------------------------------------------------ | ----------------------- |
| Орденская лента        | Звезда на орденской ленте при повторном награждении                            |                         |
| Лицевая сторона креста | Лицевая сторона креста со звездой на орденской ленте при повторном награждении | Обратная сторона креста |